# كريستيان توماسيني
كريستيان توماسيني (بالإيطالية: Christian Tommasini)‏ هو لاعب كرة قدم إيطالي في مركز الهجوم، ولد في 14 مارس 1998 في كاستل سان بييترو تيرمي في إيطاليا.

## وصلات خارجية
- كريستيان توماسيني على موقع قاعدة بيانات كرة القدم.إي يو (الإنجليزية)
- كريستيان توماسيني على موقع Soccerway.com (الإنجليزية)
- كريستيان توماسيني على موقع عالم كرة القدم.نت (الإنجليزية)